# Падуреа Јакобени (Клуж)
Падуреа Јакобени (рум. Pădurea Iacobeni) насеље је у Румунији у округу Клуж у општини Фрата. Oпштина се налази на надморској висини од 355 m.

## Становништво
Према подацима из 2002. године у насељу је живело 40 становника, од којих су сви румунске националности.